# Leo Lyons
 (février 2023).
Si vous disposez d'ouvrages ou d'articles de référence ou si vous connaissez des sites web de qualité traitant du thème abordé ici, merci de compléter l'article en donnant les références utiles à sa vérifiabilité et en les liant à la section « Notes et références ».
Leo Lyons, de son vrai nom David William Lyons, est un musicien et producteur de musique britannique né le 30 novembre 1943 à Mansfield. Il est principalement connu en tant que bassiste du groupe de  blues rock Ten Years After. Il est actuellement le bassiste du groupe Hundred Seventy Split.

## Biographie
Leo Lyons devient musicien professionnel dès l'âge de 16 ans. Il débute sur les traces des Beatles dans un club allemand, le Star-Club à Hambourg, en fondant The Jaybirds, composée de lui-même et du jeune guitariste prometteur Alvin Lee. Ils y jouent des classiques du rock : Chuck Berry, Bo Diddley, Elvis Presley, Carl Perkins, Little Richard, Buddy Holly, Jerry Lee Lewis… Très vite, le groupe retourne au pays. Il y signe son premier contrat avec le producteur Joe Doux. En 1967, avec l'arrivée de Ric Lee (batterie) et Chick Churchill (orgue), les Jaybirds deviennent Ten Years After. Le groupe se fait un nom en apparaissant au festival de Woodstock en 1969.
Après la séparation de Ten Years After en 1974, Chrysalis Records embauche Leo Lyons comme directeur de studio. Il rééquipe les studios Wessex de Londres et produit des disques pour les groupes UFO et Magnum. Entre deux réunions de Ten Years After, il sort dans les années 1990 deux disques avec son propre groupe, The Kick, composé de Tony Crooks (chant, guitare), Andy Nye (claviers, chœurs) et lui-même.
Il se retire dans sa ferme quelques années pour mieux revenir en 1997 avec Ten Years After. Le groupe continue à enregistrer des disques et à donner des concerts dans le monde entier avec un nouveau guitariste, Joe Gooch.
En 2010, dans le but de changer d'univers musical, Leo Lyons forme avec Joe Gooch le groupe Hundred Seventy Split, et ils s'adjoignent le batteur Damon Sawyer. A la fin de l'année 2013, désirant se consacrer à leur nouveau groupe, Gooch et Lyons quittent Ten Years After.

## Discographie

### Ten Years After
Voir Discographie de Ten Years After

### The Kick
- 1992 : Heartland
- 1994 : Tough Trip Through Paradise

### Hundred Seventy Split
- 2010 : The World Won't Stop
- 2010 : Hundred Seventy Split – Special Edition
- 2014 : H.S.S.

### Participations
- 1973 : Chick Churchill – You and Me
- 1973 : Mike Vernon – Moments of Madness
- 1986 : Alvin Lee – Detroit Diesel
- 1992 : Chris Farlowe – Waiting in the Wings
- 1999 : Leslie West – As Phat As It Gets
- 1999 : Savoy Brown – The Blues Keep Me Holding On

### Production
- 1974 : UFO – Phenomenon
- 1975 : UFO – Force It
- 1975 : UFO – No Heavy Petting
- 1979 : Magnum – Magnum II
- 1979 : Waysted – Waysted
- 1980 : Magnum – Marauder